# ST・ゴードン
ST・ゴードン（S.T Gordon、1959年4月18日 - ）は、アメリカ合衆国の男性プロボクサー。ワシントン州パスコ出身。元WBC世界クルーザー級王者。

## 来歴
1977年2月23日、ゴードンはプロデビューを果たし5回判定負けを喫し白星でデビューを飾れなかった。
1977年4月20日、リチャード・ディーンと対戦し初回2分21秒KO勝ちを収めた。
1978年3月17日、ゲーリー・コーニーと対戦し4回失格負けを喫した。
1978年4月19日、ヴァイアオ・スアフォアと対戦し5回KO勝ちを収めた。
1978年8月28日、エディー・ロペスと対戦し10回判定負けを喫した。
1978年10月18日、エアール・トリップと対戦し10回判定負けを喫した。
1978年11月11日、フレッド・ホープと対戦し4回KO勝ちを収めた。
1979年6月6日、エアール・トリップと8ヶ月ぶりの再戦となる全米ネバダ州クルーザー級王座決定戦を行い7回KO勝ちを収め王座獲得に成功した。
1980年3月15日、エリック・セディーロと対戦し5回2分35秒KO勝ちを収めた。
1980年5月24日、ニウア・トファエオノと対戦し2回KO勝ちを収めた。
1980年8月6日、イヴィー・ブラウンとNABF北米クルーザー級王座決定戦を行い2回1分31秒KO勝ちを収め王座獲得に成功した。
1980年10月22日、エアール・トリップと1年4ヶ月ぶりの3回目の対戦を行い4回KO勝ちを収めた。
1981年2月10日、ハリー・テリールとUSBA全米クルーザー級王座決定戦を行い5回TKO勝ちを収め王座獲得に成功した。
1981年3月25日、ダビット・スミスと全米カリフォルニア州クルーザー級王座決定戦を行い12回判定勝ちを収め王座獲得に成功した。
1981年7月24日、ヤクイ・トーマスと対戦し7回36秒逆転TKO勝ちを収めNABF王座の初防衛に成功した。
1982年6月27日、WBC世界クルーザー級王者カルロス・デ・レオンと対戦し2回2分51秒TKO勝ちを収め王座獲得に成功した。
1983年2月16日、ジェシー・バーネットと対戦し8回3分7秒TKO勝ちを収め初防衛に成功した。
1983年7月17日、前王者のカルロス・デ・レオンと1年ぶりに再戦し12回0-3(2者が109-119、112-118)の判定負けを喫し2度目の防衛に失敗し王座から陥落した。
1987年10月15日、4年ぶりの復帰戦としてドウェイン・ボンズと対戦しキャリア初のKO負けとなる初回49秒TKO負けを喫した試合を最後に現役を引退した。

## 獲得タイトル
- 全米ネバダ州クルーザー級王座
- NABF北米クルーザー級王座
- USBA全米クルーザー級王座
- 全米カリフォルニア州クルーザー級王座
- WBC世界クルーザー級王座（防衛1）